# Гранітне (Житомирський район)
Грані́тне (до 2024 року — Красногірка) — село в Україні, у Житомирському районі Житомирської області. Входить до складу Хорошівської селищної громади. Населення становить 138 осіб.

## Географія
Географічні координати: 50°34' пн. ш. 28°33' сх. д. Часовий пояс — UTC+2. Загальна площа села — 0,6 км².
Гранітне розташоване в межах природно-географічного краю Полісся і за 8 км від центру громади — міста Хорошів. Найближча залізнична станція — Нова Борова, за 22 км.

## Історія
У 1932–1933 роках село постраждало від Голодомору. За свідченнями очевидців кількість померлих склала щонайменше 2 особи, імена яких встановлено.
19 вересня 2024 року Верховна Рада підтримала перейменування села Красногірка на Гранітне. 26 вересня 2024 року перейменування набуло чинності.

## Населення
За даними перепису 2001 року населення села становило 138 осіб, з них усі 100 % зазначили рідною українську мову.

## Пам'ятки
1962 року в селі з'явилася братська могила 102 радянських воїнів, які загинули упродовж німецько-радянської війни.